# Rudi Leber
Rudi Leber (* 19. November 1919; † 16. August 2005) war ein Fußballtorhüter aus der DDR.

## Sportlicher Werdegang
Leber spielte anfänglich für den Turnverein Chemnitz-Gablenz und später für die BSG Empor Olbernhau. Im November 1952 wechselte er in die DDR-Oberliga zur BSG Empor Lauter. Für Empor Lauter absolvierte er acht Oberligaspiele.
Als im November 1954 die Spieler von Empor Lauter zum neu gegründeten SC Empor Rostock delegiert wurden, ging er als einer von zwölf Empor Spielern vom Erzgebirge mit an die Ostseeküste und folgte dem Versprechen in Rostock doppeltes Gehalt, eine schöne neue Wohnung in der City, einem Garten an der Küste und Ferienplätze am Meer zu erhalten. Am 14. November der Oberliga-Saison 1954/55 (9. Spieltag) bestritt Leeb unter Empor-Trainer Oswald Pfau im noch unfertigen Ostseestadion das Premierenspiel des SC Empor in der höchsten ostdeutschen Spielklasse gegen Chemie Karl-Marx-Stadt (0:0) und stand in der Startaufstellung. Leber stand auch in der 3. Runde im FDGB-Pokal gegen Empor Wurzen (4:1) im Tor und war somit am ersten Pflichtspielsieg des neuen Clubs aus dem Bezirk Rostock beteiligt. Nachdem Empor in der Oberliga bis  einschließlich des 15. Spieltags kein einziges Punktspiel gewinnen konnte und lediglich ein Unentschieden einfuhr, somit in der Tabelle vom ersten auf den zwölften Platz abfiel und sich in Abstiegsgefahr begab –Leber bestritt bis dorthin jedes Pflichtspiel für Rostock–, folgte am 16. Spieltag der Saison gegen die BSG Motor Zwickau (3:0) schließlich der erste Oberliga-Sieg in der noch jungen Vereinshistorie in der Leber seinen Anteil hatte. Wenige Tage vor diesem Sieg stellte sich das Oberliga-Kollektiv auf Anregung der Gesellschaft für Deutsch-Sowjetische Freundschaft (DSF) im Haus der Freundschaft der Kritik Rostocker Werktätiger, die Gründe für die Sieglosserie seit der Umsiedlung nach Rostock erfahren wollten. Stellvertretend für die Mannschaft erklärte Rudi Leber: Wir fühlen uns in Rostock wie zu Hause, unsere Familien wohnen in neuen, geräumigen und schönen Wohnungen. Wir spielen in einem herrlichen Stadion und fühlen auch bei jedem Spiel, daß unsere Zuschauer fest hinter uns stehen.
Für Empor Rostock stand er in allen 18 Partien der Saison zwischen den Pfosten und kam in der Folgesaison zu einem weiteren Oberligaeinsatz. Zusätzlich kam er auf vier Partien im FDGB-Pokal und stand in der Startelf des Finales gegen den SC Wismut Karl-Marx-Stadt. Er verlor das Finale mit Rostock 2:3 nach Verlängerung.
Später war Leber Übungsleiter bei der BSG Motor Rostock und der BSG Motor Brand-Langenau.